# Irving Kristol
Irving Kristol (22. ledna 1920, Brooklyn, New York, New York, USA – 18. září 2009, Falls Church, Virginie) byl americký novinář a esejista, který byl nazýván „kmotrem neokonzervatismu“ a jako zakladatel, redaktor a přispěvatel různých časopisů sehrál vlivnou roli v intelektuální a politické kultuře poslední poloviny dvacátého století. Po jeho smrti jej britský list The Daily Telegraph označil za „možná nejvýznamnějšího veřejného intelektuála druhé poloviny (dvacátého) století“.

## Mládí a studium
Kristol se narodil v newyorském Brooklynu jako syn židovských přistěhovalců z východní Evropy Bessie (rozené Mailmanové) a Josepha Kristolových.
V roce 1936 absolvoval střední školu Boys High School v newyorském Brooklynu a v roce 1940 získal bakalářský titul na City College of New York, kde vystudoval historii a byl členem malé, ale hlasité protisovětské trockistické skupiny, která se nakonec stala známou jako The New York Intellectuals. Na těchto setkáních se Kristol seznámil s historičkou Gertrudou Himmelfarbovou, s níž se později v roce 1942 oženil. Měli spolu dvě děti, Elizabeth Nelsonovou a Billa Kristola.

## Vojenská služba
Během druhé světové války sloužil v Evropě ve 12. obrněné divizi jako bojový pěšák.

## Kariéra
Kristol byl spojen s antikomunistickou organizací Kongres za kulturní svobodu. V letech 1947 až 1952 přispíval do časopisu Commentary. Spolu se Stephenem Spenderem byl v letech 1953–1958 spoluzakladatelem a přispěvatelem britského časopisu Encounter; v letech 1959–1960 byl redaktorem časopisu The Reporter. V letech 1961–1969 byl také výkonným viceprezidentem nakladatelství Basic Books, v letech 1969–1987 profesorem na Newyorské univerzitě a v letech 1965–2002 spoluzakladatelem a redaktorem (nejprve s Danielem Bellem a poté s Nathanem Glazerem) časopisu The Public Interest. V letech 1985 až 2002 byl zakladatelem a vydavatelem časopisu The National Interest.
Kristol byl členem Americké akademie umění a věd, členem Rady pro zahraniční vztahy a emeritním členem konzervativního think tanku American Enterprise Institute. Byl též pravidelným přispěvatelem deníku The Wall Street Journal zde jednou měsíčně pravidelně publikoval v letech 1972 až 1997. V letech 1972 až 1977 byl členem rady National Endowment for the Humanities.
V roce 1978 založil Kristol spolu s Williamem E. Simonem nevládní organizaci The Institute For Education Affairs, z níž v roce 1990 spojením s organizací Madison Center vznikla nástupnická organizace s názvem Madison Center for Educational Affairs.

## Smrt
Kristol zemřel 18. září 2009 v Capital Hospice ve Falls Church ve Virginii ve věku 89 let na komplikace spojené s karcinomem plic.

## Vybraná ocenění a pocty
V červenci 2002 obdržel od prezidenta George W. Bushe Medaili svobody, nejvyšší civilní vyznamenání v zemi.

## Myšlenky
Koncem 60. až do 70. let 20. století se neokonzervativci obávali studené války a toho, že se její liberalismus mění v radikalismus, a proto mnozí neokonzervativci včetně Irvinga Kristola, Normana Podhoretze a Daniela Patricka Moynihana chtěli, aby demokraté pokračovali v silné antikomunistické zahraniční politice, která měla využívat porušování lidských práv Sovětským svazem k útokům na Sovětský svaz.
V roce 1973 přišel americký socialista Michael Harrington s termínem „neokonzervatismus“ ve svém článku s názvem The welfare state and its neoconservative critics, aby jím označil ty liberální intelektuály a politické filozofy, kteří byli nespokojeni s politickými a kulturními postoji dominujícími v Demokratické straně a směřovali k nové formě konzervatismu. Harringtonovo označení bylo zamýšlené jako pejorativní, Kristol jej však přijal jako výstižný popis myšlenek a postojů publikovaných např. v časopise The Public Interest. Na rozdíl od liberálů neokonzervativci například odmítali většinu sociálních programů tzv. Great society (Velké společnosti), které prosazoval prezident Lyndon B. Johnson, a na rozdíl od tradičních konzervativců podporovali omezenější sociální stát zavedený prezidentem Franklinem D. Rooseveltem.
V únoru 1979 se Kristol objevil na obálce časopisu Esquire. V titulku byl označen za „kmotra nejmocnější nové politické síly v Americe – neokonzervatismu.“ Ve stejném roce také vyšla kniha The Neo-conservatives: The Men Who Are Changing America's Politics. Stejně jako Harrington byl i její autor Peter Steinfels k neokonzervatismu kritický, ale imponoval mu jeho rostoucí politický a intelektuální vliv. Kristolova odpověď vyšla pod názvem  „Confessions of a True, Self-Confessed – Perhaps the Only – 'Neo-conservative'“  (Zpověď pravého, sebevědomého – možná jediného 'neokonzervativce').
Neokonzervatismus podle Kristola není ideologie, ale „přesvědčení“, způsob uvažování o politice, nikoliv soubor zásad a axiomů. Je to spíše klasický než romantický temperament a praktická a antiutopická politika. Kristol se domníval, že neokonzervatismus je spíše než ideologie, „přesvědčení“, způsob uvažování o politice. Jeden z nejslavnějších Kristolových vtipů definuje neokonzervativce jako „liberála, který byl přepaden realitou“.
Ačkoli hlásal přednosti ekonomie nabídky jako základu hospodářského růstu, který je „nezbytnou podmínkou přežití moderní demokracie“, trval také na tom, že jakákoli ekonomická filozofie musí být rozšířena o „politickou filozofii, morální filozofii, a dokonce i náboženské myšlení“, které byly stejně tak nezbytnou podmínkou moderní demokracie.
V jedné ze svých raných knih, Two Cheers for Capitalism, tvrdí, že kapitalismus, přesněji řečeno buržoazní kapitalismus, si zaslouží podporu ze dvou důvodů. Jednak proto, že „funguje ve zcela prostém, materiálním smyslu“ tím, že zlepšuje podmínky lidí, a druhý proto, že je „příznivý pro velkou míru osobní svobody“. Tvrdil, že to nejsou malé úspěchy a že pouze kapitalismus je schopen je zajistit. Přináší však také velkou „psychickou zátěž“ pro jednotlivce i společenský řád. Protože neuspokojuje „'existenciální' lidské potřeby“ jednotlivce, vytváří „duchovní neduh“, který ohrožuje legitimitu tohoto společenského řádu. Stejně jako cokoli jiného je právě zadržování tohoto potenciálního třetího povzbuzování charakteristickým znakem neokonzervatismu, jak jej chápal Kristol.